# Asplenium austrobrasiliense
Asplenium austrobrasiliense är en svartbräkenväxtart som först beskrevs av Christ, och fick sitt nu gällande namn av William Ralph Maxon. Asplenium austrobrasiliense ingår i släktet Asplenium och familjen Aspleniaceae. Inga underarter finns listade.